# Morasse
Pour les articles homonymes, voir Morasse (homonymie).

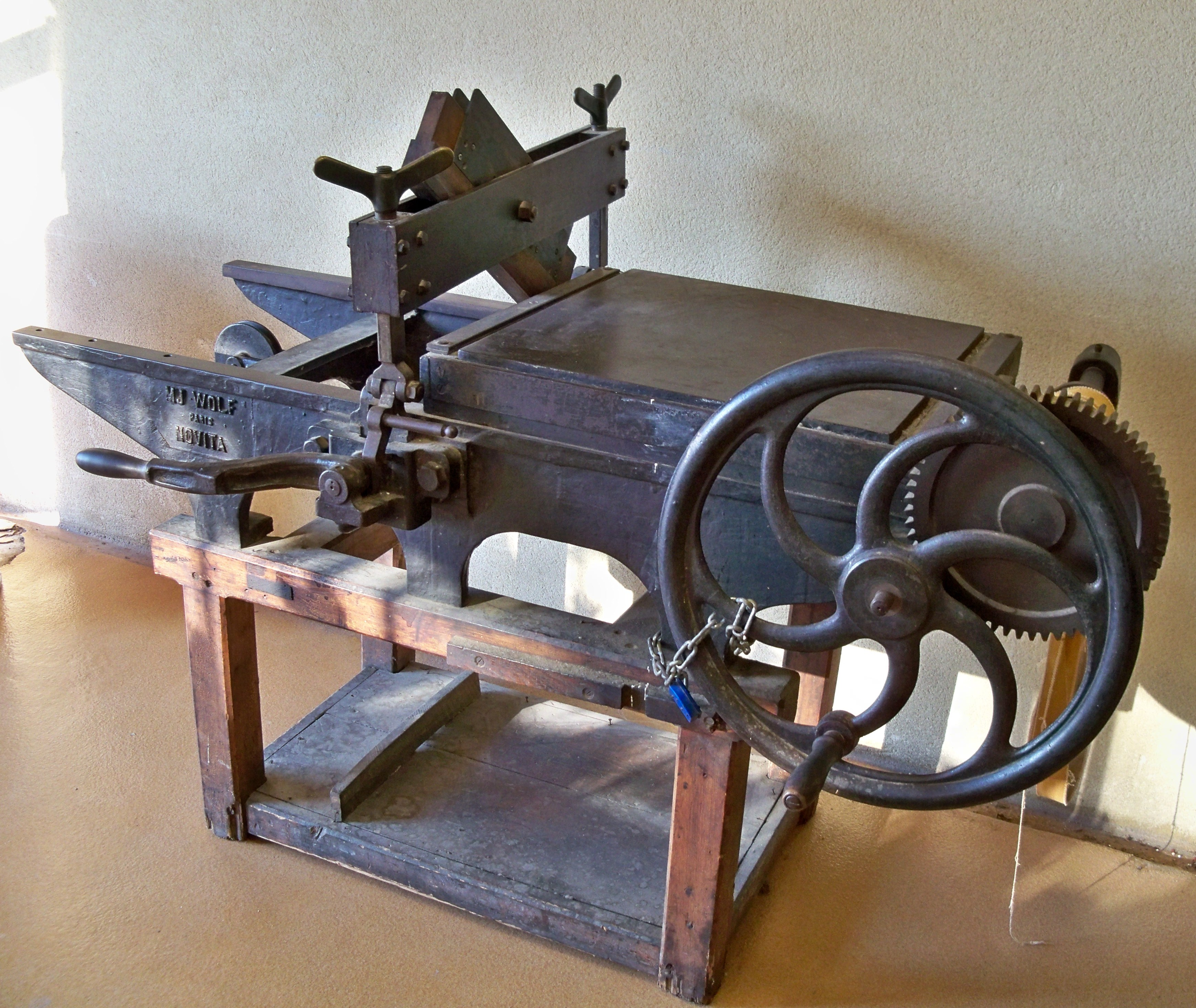
Presse à morasse.

En typographie, la morasse est l'épreuve ultime servant à vérifier la composition d'un journal et portant la note « bon à tirer ».
Le plus souvent, la morasse était tirée à la main ; après encrage rapide, on posait une feuille de papier sur la forme et on appliquait une pression à l’aide d’une brosse. Il existait des presses à morasse. Le typographe qui exécute les dernières corrections indiquées sur la morasse est appelé le morassier.
L’étymologie du mot est douteuse : selon Émile Chautard et Claude Augé, le mot viendrait du latin mora, « retard ». Selon cet auteur, le mot a passé dans l’argot avec le sens d’ennui ou de danger : « avoir la morasse », s’inquiéter ; « battre morasse », crier à l’assassin.
La plupart des dictionnaires font venir le mot de l’italien moraccio, dérivé de mora, « noir », à cause de la couleur de l’encre et des inévitables maculages qui tachaient la page[réf. souhaitée].